# Barajevo
Barajevo (in cirillico: Барајево) è un comune della Serbia componente la città di Belgrado.